# Angered Boxing Club
Angered Boxing Club (ABC) bildades 1983 i Gårdsten. De som bildade klubben var tidigare medlemmar i BK72, men på grund av interna konflikter om hur hanteringen av klubben sköttes så bildade Arne Lengstrand, Leif Nordman och Tommy Andersson ABC. Lokal har senare tillförskaffats under Angereds centrum.
Klubben var till en början främst till för ungdomar i åldern 10-15 år men dessa ungdomar blev så pass framgångsrika att dessa nådde landslagsnivå. Sedan svenska mästaren Jimmy Mayanja sökte sig till klubben så kom klubben upp till elitnivå och några av de äldre boxarna som har börjat hos ABC har fått representera Sverige i boxningslandslaget. ABC:s mest framgångsrika boxare är John H Larbi som blivit svensk mästare 6 gånger och deltog i OS i Atlanta. Även Robert Nordman son till grundaren Leif Nordman som började boxas när klubben startade nådde framgångar genom att bli svensk mästare mellan åren 1985–1990 och 1990 även bli den första svenska boxaren att ta silvermedalj på Junior-EM 1990. 

Diplomatister 2016-2022:
Haidara Khairy, bäst taktik, 2016. 2003
Muhammed Abdallah, bäst träffsäkerhet, 2017. 2005
Daniel Ibrahim, bäst slag, 2018. 2008
Almin Knezvic, bäst skydd, 2019. 2006
Mustafa Al-Helali, bäst träffsäkerhet 2020. 2007
Daniel Ibrahim, bäst slag/taktik, 2021. 2008